# O'G3NE
O'G3NE은 네덜란드의 3인조 걸 그룹이다. 멤버들은 자매 사이이고 아미와 스헬레이는 이란성 쌍둥이이다. 2007년 주니어 유로비전 송 콘테스트에 네덜란드 대표로 참여했다. 더 보이스 홀랜드 시즌 5에서 우승했다. 전세계의 더 보이스 방송을 통틀어 첫번째로 우승한 "3인조 그룹"이다. 유로비전 송 콘테스트 2017에 네덜란드 대표로 참가했다.

## 음반 목록

### 리사, 아미 & 스헬레이
- 300% (2008)
- Sweet 16 (2011)

### O'G3NE
- We Got This (2016)